# Frank Garbely
 (novembre 2022).
 (novembre 2022).
Frank Garbely, né le 10 novembre 1947 à Reckingen (canton du Valais) est un journaliste, écrivain et cinéaste documentariste suisse.
Journaliste d'investigation spécialisé dans les affaires de criminalité organisée et les services secrets, il a découvert de nombreux scandales politiques dans son pays d'origine et à l'étranger.

## Biographie

### Enfance et adolescence
Frank Garbely naît le 10 novembre 1947[réf. nécessaire] à Reckingen, dans le canton du Valais.
Il passe la première décennie de sa vie à Reckingen, un village de Conches, la partie supérieure et germanophone de la vallée du Haut-Valais. Enfant d'une famille d'agriculteurs pauvres, il garde régulièrement des vaches et des chèvres. Il est déjà fasciné à l'âge de l'école primaire par les nouvelles et les reportages, en particulier la radio.
Vers l'âge de onze ans, il doit passer six mois à Montana, une commune du Valais francophone, pour des raisons de santé. Le séjour lui ouvre ses horizons, si bien qu'il décide de quitter Reckingen. Il écrit au recteur du collège Spiritus Sanctus à Brigue et, après un examen d'entrée, est autorisé à rejoindre l'ancienne école des jésuites, le seul lycée germanophone du Valais.
À Brigue, il fait sa première apparition publique lors des mouvements sociaux de 1968. Il se retourne notamment contre le catholicisme qui domine la vie politique et sociale du canton. Au printemps 1969, le Walliser Bote et le Walliser Volksfreund publient un plaidoyer de sa part pour le paritarisme des élèves et des étudiants,. Peu de temps après, il en débat avec des conseillers nationaux, conseillers des États et conseillers d'État du canton du Valais. Il critique le fait que l'éducation scolaire se déroule uniquement dans le cadre étroit de la vision chrétienne du monde.
En juin 1969, il publie avec Karl Dellberg (de), alors âgé de 83 ans, vétéran des socialistes du Haut-Valais, un essai au titre provocateur, Orgasmus, dans le magazine jeunesse Reflex. Dans ce document, les deux auteurs s'opposent au conservatisme catholique et prônent la liberté d'expression. Frank Garbely décrira plus tard Reflex comme le noyau de la diffusion des idées progressistes dans le Haut-Valais[page à préciser].

### Études et début de carrière dans la presse écrite
Après avoir obtenu son diplôme d'études secondaires – la maturité – en 1970, Frank Garbely commence des études de sociologie, d'ethnologie et des sciences de l'information et de la communication à l'Université de Zurich. Il continue en parallèle d'écrire occasionnellement pour les journaux de son canton d'origine, notamment des commentaires pour le Walliser Bote, et le Walliser Volksfreund.
Il est impliqué dans le mouvement alternatif Kritisches Oberwallis (littéralement « Haut-Valais critique »), qu'il fonde en 1971 avec entre autres Peter Bodenmann, future figure du Parti socialiste suisse (PS),. En 1973, ce groupe lance le magazine Rote Anneliese (de) - RA (« Anneliese Rouge »). Le nom est un jeu de mots, car la RA voulait fournir des analyses plutôt que des nouvelles. Frank Garbely et sa femme produisent les premières éditions avec d'autres étudiants du Haut-Valais le week-end à Zurich[page à préciser].
Après avoir terminé ses études, en partie à l'Université de Genève, Frank Garbely devient le correspondant suisse romand du tabloïd Die Tat (« l'acte ») en 1977, que la société commerciale Migros publiait sous diverses formes depuis 1935. Le journal est cependant liquidé un an plus tard après le licenciement sans préavis du rédacteur en chef Roger Schawinski (de) en septembre 1978 en raison de son « style agressif et souvent critique en matière économique » et une grève de la rédaction en signe de protestation.
Frank Garbely travaille ensuite comme journaliste indépendant,,. Fin 1978, il fait sensation dans tout le canton avec une série d'articles dans le Journal du Valais sur les activités fascistes en Valais,. Les milieux de droite réagissent de manière polémique et agressive, allant même jusqu'à le menacer de violences physiques.
En 1980, il devient le premier éditeur avec un poste permanent à occuper un emploi à temps plein chez Rote Anneliese, mais il quitte ce poste à la fin de la même année à la suite d'un conflit avec le cofondateur Peter Bodenmann sur la ligne de démarcation entre journalisme critique et la politique des partis. Il continue cependant de collaborer avec Rote Anneliese, tout en travaillant à plein temps comme journaliste indépendant pour de nombreux journaux de la presse suisse dans les années 1980, notamment Berner Zeitung, Construire, Freiburger Nachrichten, L'Illustré / Schweizer Illustrierte, Journal du Valais, Das Konzept (de), SonntagsBlick, Tages-Anzeiger-Magazin (de), Tribune de Lausanne / Le Matin, Die Weltwoche, et Die Wochenzeitung. Il écrit également des articles pour le magazine d'information autrichien Profil et l'hebdomadaire allemand Stern.
Il travaille également pour la radio, en particulier pour Schweizer Radio, la radio publique de Suisse alémanique et romanche. En 1983, il sort son premier documentaire radiophonique,« Saxon 53 ». Le sujet traitait d'une manifestation d'environ 4 000 personnes dans le village valaisan de Saxon en 1953 contre l'autorisation du Conseil fédéral d'importer des fruits d'Italie. La manifestation s'est terminée par une révolte, au cours de laquelle certains agriculteurs ont barricadé la ligne ferroviaire Paris-Milan avec des wagons de chemin de fer et y ont également mis le feu. Le Thuner Tagblatt (de) estime que le documentaire a été réalisé « de manière parfaite ». Il se distingue avec un documentaire radiophonique sur l'histoire des services de renseignement suisses et s'impose comme « le connaisseur le plus expérimenté du trafic de stupéfiants et d'armes en Suisse ».

#### Rôle dans l'affaire Barschel de 1987

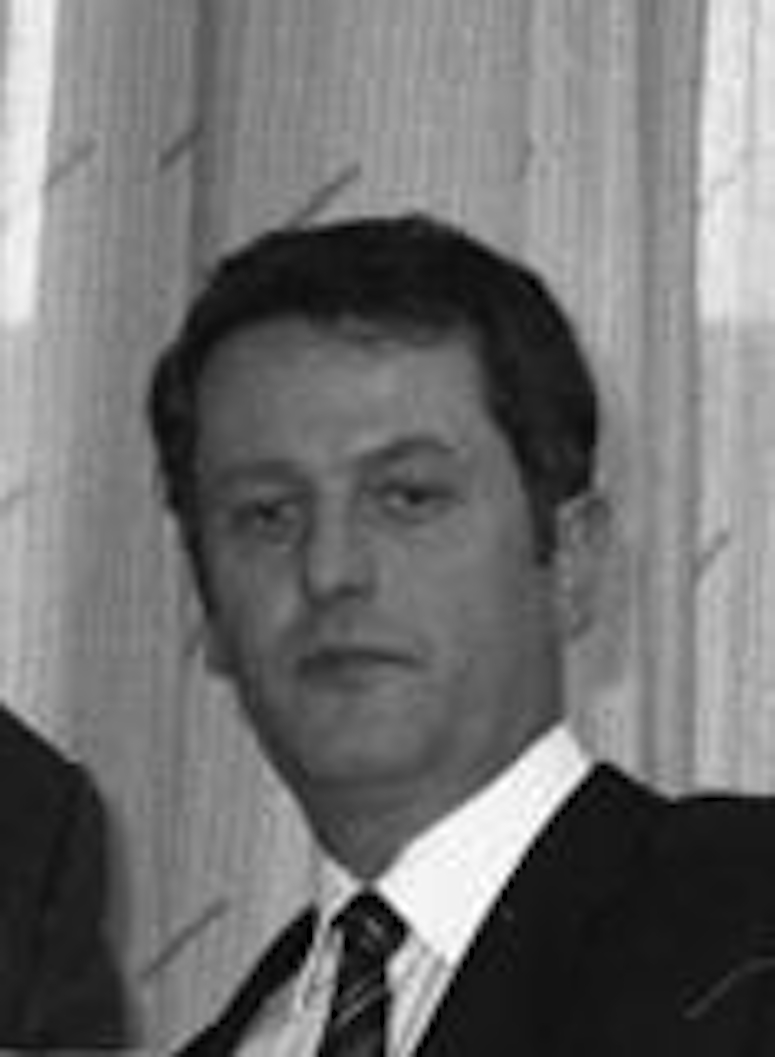
Uwe Barschel en 1983.

Le 10 octobre 1987, à la demande d'un ancien collègue de Tat qui travaillait chez Stern à Hambourg, Frank Garbely attend en compagnie d'Angelo Guarino, photographe de l'agence Keystone, l'arrivée de l'homme politique allemand Uwe Barschel à l'aéroport international de Genève. La dernière photo montrant Barschel vivant provient du moment où Garbely s'adresse à lui. La tentative de Garbely de suivre ensuite le taxi de Barschel échoue,. Il peut toutefois confirmer à l'équipe Stern qui arrivait le soir que Barschel s'est enregistré à l'hôtel de luxe Beau Rivage. Le lendemain, le journaliste de Stern, Sebastian Knauer (de), trouve Barschel mort dans la baignoire de sa chambre d'hôtel et le photographie. Il appelle Garbely et lui demande de venir à l'hôtel, où les journalistes de Stern lui remettent les rouleaux de film avec leurs photos comprenant la photo controversée, qui est rapidement devenu une icône médiatique en Allemagne de l'Ouest,.
Dans le long métrage d'Uwe Boll sorti en 1993, Barschel - Meurtre à Genève ?, Frank Garbely est interprété dans la scène de l'aéroport par l'acteur Hanfried Schüttler (de).
Vingt ans après la mort inexpliquée de Barschel, Garbely produit son propre film documentaire. Mais contrairement à la Télévision Suisse Romande (TSR), les chaînes allemandes ont refusé de diffuser le film.

### Carrière dans le journalisme télévisé
Lorsque Otto C. Honegger, le rédacteur en chef responsable des documentaires de la Schweizer Fernsehen (SF), entend reprendre pour une contribution télévisée une histoire de Garbely sur un trafiquant bâlois de cigarettes et de drogue, ce dernier demande à être inclus dans le tournage du documentaire. C'est ainsi qu'il commence à travailler en 1988 en tant que pigiste pour le programme phare de la SF, Rundschau.
Parallèlement, il continue de publier ses reportages dans divers médias imprimés. Au début de 1989, par exemple, il écrit dans le SonntagsZeitung que le Ministère public de la Confédération (MPC) a reçu un rapport explosif sur le blanchiment d'argent. Le MPC fait mettre le téléphone de Garbely sur écoute pendant deux mois afin de démasquer l'informateur dans ses propres rangs,,.
En 1990, Garbely publie le livre Contre-enquête : Des faits incroyables avec son collègue Pascal Auchlin. Les deux auteurs y utilisent des dossiers judiciaires et policiers pour expliquer comment la Suisse est devenue une base d'opérations privilégiée pour le crime organisé international en raison de la passivité des autorités. La version allemande du livre – « Umfeld eines Skandals » – atteint la quatrième place parmi les livres de non-fiction dans la liste des livres les plus vendus de l'Association suisse des libraires et éditeurs en 1990.
En 1989, par exemple, il écrit une contribution de près de soixante-dix pages à une anthologie sur le fabricant d'aluminium Alusuisse. Il y explique en détail comment, dès le début du XIXe siècle, Alusuisse et ses successeurs, à travers leur usine de Chippis en Valais, ont traité le canton comme une colonie en exploitant rigoureusement la nature et les la classe ouvrière.
En 1991, Garbely écrit la pièce Seelenmarkt (« Marché de l'âme ») pour le spectacle musical et théâtral Gratzug 91 (« Chasse fantastique »), qui est joué à Brigue-Glis à l'occasion du 700e anniversaire de l'Ancienne Confédération suisse. Il y montre, selon le Walliser Bote « que le passé, l'histoire, ne se compose pas seulement de décisions politiques, de guerres héroïques et de développement économique, mais toujours et surtout de destins individuels, qui non seulement soutiennent ce progrès et cet héroïsme, mais surtout le subissent. ».
Les recherches de Garbely au cours de cette période comprennent également celles d'un scandale connu plus tard sous le nom d'Opération Rubicon et que la CIA elle-même a décrit comme « le coup du siècle ». Garbely commence ses recherches au début de 1993 lorsque l'ingénieur suisse Hans Bühler après presque une année a été libéré de la détention iranienne. Garbely soupçonnait que la CIA et le Service fédéral de renseignement allemand (BND), en tant que propriétaires secrets de Crypto AG, basée à Zoug, se livraient à des activités d'espionnage à grande échelle en vendant une technologie de cryptage manipulée. Bien que Garbely n'ait pas pu fournir de preuves définitives, la Rundschau a publié son rapport au début de 1994. Lorsque la preuve de sa thèse paraît enfin en 2020, 20 Minuten, le quotidien le plus lu de Suisse, titre : « La CIA et le BND tremblaient devant cet homme ». Il signe notamment en 1994, toujours pour l'émission Rundschau, une enquête sur les zones d'ombre de Carla Del Ponte.
En 1997, Garbely quitte la Rundschau. Dans une interview ultérieure, n'étant plus d'accord avec l'évolution des conditions de travail, de plus en plus basées sur des modèles américains et comportant de moins en moins de recherches sur place. Il rejoint le magazine politique Mise au point de la Télévision Suisse Romande (TSR) en tant que pigiste.

### Carrière de documentariste indépendant
Depuis 1997, Garbely se concentre principalement sur le genre documentaire en tant qu'écrivain et réalisateur indépendant. Ses productions ont continué à se concentrer sur l'implication de la Suisse avec l'Allemagne nazie,, les scandales des services secrets, le trafic d'armes et de drogue (en particulier les assassinats politiques),, le crime en col blanc le crime environnemental, et des sujets de son canton natal du Valais,. En 2006, le Walliser Bote qualifie Garbely de documentariste, 
« dont les œuvres ressemblent à des longs métrages. Ils sont extrêmement divertissants, très compacts, passionnants, touchants, informatifs. Ses films touchent, font réfléchir, émouvoir, ils sont factuels - et non provocateurs. Ce sont des films qui stimulent la conversation. »
De plus, Garbely continue de contribuer à diverses publications imprimées et en ligne. En 2020, il publie un rapport dans la revue Internet INFOsperber sur les rejets clandestins de la substance hautement toxique benzidine d'une décharge appartenant à la entreprise chimique Lonza près de Viège en Valais. Enfin, il est toujours impliqué dans le Rote Anneliese, qui a survécu comme l'un des rares journaux alternatifs de gauche de la génération 1968.

Il explique ainsi son intérêt particulier pour les scandales politiques : 
« J'utilise souvent une planche comme exemple : si vous la cassez, vous pouvez voir les structures. C'est pareil dans la société. C'est pourquoi il est si important de s'intéresser aux conflits ou scandales politiques. Souvent, vous n'entendez rien des gens heureux. »

### Vie privée
Garbely et sa femme, experte en politique énergétique, vivent à Genève et ont deux enfants adultes[source insuffisante].

## Publications
- Contre-enquête : Des faits incroyables, avec Pascal Auchlin, Lausanne Paris, éditions Favre, avril 1990,  (ISBN 2-8289-0472-5)
- (de) Evitas Geheimnis, Zurich, Rotpunktverlag, 3 avril 2003, 352 p. (ISBN 978-3-85869-226-9)[50]

## Filmographie
- 1997 : Tato, l'étrange destin d'une taupe suisse, scénariste[8]
- 1998 : Le secret d'Evita - Le voyage en Suisse, réalisateur et scénariste[37]
- 2001 : Revenir à Gondo, scénariste[44]
- 2005 : L'assassinat de Félix Moumié, réalisateur et scénariste[39]
- 2006 : Paradis fiscal – Enfer social, réalisateur et scénariste avec Mauro Losa[42]
- 2007 : L'affaire Barschel – Silence de mort, réalisateur et scénariste[51]
- 2007 : Ritz, réalisateur et scénariste[43]
- 2009 : Système Octogon, scénariste avec Fabrizio Calvi et Jean-Michel Meurice[38]
- 2010 : L'enfer au paradis, réalisateur et scénariste[41]
- 2011 : Témoin C – Genève, ville des ombres, réalisateur et scénariste[40]
- 2014 : L'enlèvement, réalisateur et scénariste avec Juan Gasparini[52]

## Distinctions
- 2008 : Prix Felix Moumie de la résistance et de la liberté[53]
- 2010 : Premier prix de la critique de cinéma égyptienne au Festival international du film documentaire et des courts métrages d'Ismaïlia en Égypte pour L'enfer au paradis[réf. nécessaire]
- 2010 : Grand Prix du meilleur documentaire étranger au Humandoc International Film Festival de Varsovie pour L'enfer au paradis[réf. nécessaire]
- 2010 : Tapis de Bronze au International Environment Film Festival de Kairouan pour L'enfer au paradis[réf. nécessaire]
- 2011 : Deuxième prix au Festival international du film et de la télévision du film policier à Moscou pour L'enfer au paradis[41]